# Gornji Banjevac
Gornji Banjevac je naseljeno mjesto u općini Kakanj, Federacija Bosne i Hercegovine, BiH.

## Povijest
Tijekom bošnjačko-hrvatskog sukoba, pripadnici Armije BiH etnički su očistili mjesto te opljačkali i oštetili katoličku kapelu.

## Stanovništvo

### 1991.
Nacionalni sastav stanovništva 1991. godine, bio je sljedeći:
ukupno: 408
- Hrvati - 274
- Muslimani - 132
- Jugoslaveni - 2

### 2013.
Nacionalni sastav stanovništva 2013. godine, bio je sljedeći:
ukupno: 166
- Bošnjaci - 118
- Hrvati - 48